# هنري هوب
هنري هوب (بالإنجليزية: Henry Hope)‏ هو سياسي أسترالي، ولد في 3 سبتمبر 1912 في هوبارت في أستراليا، وتوفي في 30 سبتمبر 1965 في سيدني في أستراليا. حزبياً، نشط في حزب العمال الأسترالي. وقد انتخب عضو مجلس نواب تسمانيا.